# Telford
Telford är en stad i grevskapet Shropshire i England. Den grundades under namnet Dawley New Town i 1965, och fick sitt nuvarande namn efter ingenjören Thomas Telford 1968. Den är huvudort i enhetskommunen Telford and Wrekin.
Staden har 162 300 invånare (2009) och hade en målsättning om 250 000 före år 2000. Planen ändrades redan 1976, då regeringen såg att siffran var väl optimistisk. Man försökte också bromsa ned utflyttningen från Birmingham och Liverpool, då denna hade negativ effekt på städer och samhällen som Telfords utveckling.
Större delen av staden byggdes 1960- och 1970-talen. Flera existerande orter som Dawley, Donnington Wood, Oakengates, Wellington och Madeley, blev genom sammanslagning inkluderade i den nya staden. Utbyggnaderna av bostadsområdena fortsatte in under 1990-talet.
Staden är sammankopplad med det brittiska motorvägsnätverket genom M54, öppnad 1983, som går in på M6.
Elektronikföretaget Ricoh Corp. är en av de mest betydande arbetsgivarna i staden och har testlaboratorier och fabriker som bygger tryckpressar för den grafiska industrin.